# Макаров Сергій Михайлович
Сергій Михайлович Макаров (нар.19 червня 1958, Челябінськ, РРФСР, СРСР) — видатний радянський хокеїст. Заслужений майстер спорту СРСР (1979). Нападник. Гравець легендарної хокейної «п'ятірки» 1980-х років радянського хокею Макаров-Ларіонов-Крутов-Фетисов-Касатонов.
В національній збірній грав з 1978 по 1991 рік. На чемпіонатах світу та Олімпійських іграх провів 109 матчів (55 голів), а всього у складі збірної СРСР — 315 матчів та 189 голів.

## Біографія
Народився 19 червня 1958 року у Челябінську. У сім'ї було два старші брати, які також захоплювалися хокеєм — Микола та Юрій. Сергій став на ковзани у п'ять років. Вихованець челябінської школи хокею.
Першим тренером був Віктор Старіков. У своїх інтерв'ю спортсмен згадував, що йому складно назвати його найкращого тренера, але комфортно займатися було саме з першим тренером Віктором Стариковим, який його багато чого навчив. У суперечки своїх вихованців тренер Стариков не втручався.
Тренер — П. В. Дубровін. Випускник УралГУФК. Після закінчення школи Макаров вступив до Інституту фізичної культури у Челябінську і закінчив його 1981 року. У молодості його знали як відкриту людину, що відрізнялася надзвичайною ерудицією.

### Радянський період

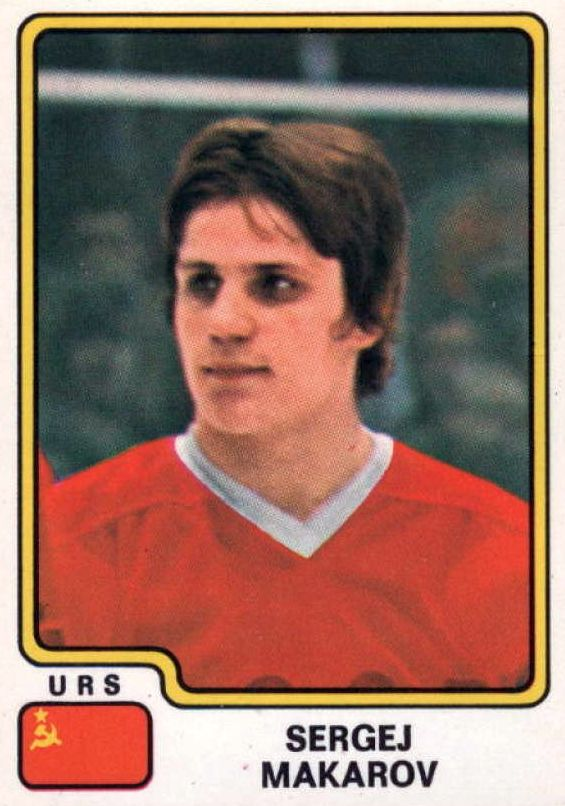
У формі збірної СРСР, 1979 рік

У віці 18 років Макаров дебютував за місцевий «Трактор» та провів у команді два сезони. У 1978 році, після призову до армії, Макаров отримав запрошення до ЦСКА. Хокеїст важко адаптувався до нової команди та до тренувань Віктора Тихонова. У тому ж сезоні Макаров провів перший матч за збірну СРСР. В першому ж матчі за збірну, проти фінів, Макаров закинув шайбу, а радянська збірна перемогла з рахунком 9:0. У повторній грі Макаров знову відзначився голом, а збірна СРСР перемогла з рахунком 4:2.
На чемпіонаті світу у Празі Макаров закинув три шайби — у ворота збірних ФРН, НДР та Фінляндії та став чемпіоном світу. На чемпіонаті світу 1979 року Макаров став найкращим бомбардиром турніру. Він відіграв повний сезон збірної, виступивши у товариських матчах, а також на турнірах на приз газет «Руде право» та «Известий». У лютому 1979 був включений до складу збірної на Кубок виклику в США.
У 1981 році Макаров у складі збірної СРСР вирушив на Кубок Канади. Саме на цьому турнірі було створено одну з найсильніших п'ятірок в історії світового хокею — п'ятірка Ларіонова, до якої разом з ним входили Володимир Крутов, Ігор Ларіонов, а також захисники В'ячеслав Фетісов та Олексій Касатонов. Багато в чому завдяки цій п'ятірці збірна СРСР з 1978 по 1983 виграла п'ять чемпіонатів світу поспіль. Сергій Макаров був найкращим бомбардиром світової першості в 1979, 1983, 1985 та 1986 роках. У свій час був капітаном ЦСКА і збірної СРСР.
На Олімпіаді 1980 року в Лейк-Плесіді збірна СРСР виборола срібні медалі, поступившись збірною США. На Олімпіаді в Сараєво в 1984 і в Калгарі в 1988 радянська збірна здобула перемоги.
У складі ЦСКА Макаров став 13-кратним переможцем першостей СРСР та 12-кратним володарем Кубка європейських чемпіонів. Тричі він визнавався найкращим хокеїстом країни за підсумками року (1980, 1985, 1989). За армійський клуб Макаров закинув 303 шайби у 472 матчах. У чемпіонатах СРСР набрав 710 очок у 519 іграх — 322 закинуті шайби та 388 результативних передач. За обома показниками Макаров був рекордсменом на той момент. У жовтні 2008 року в ЦСКА було виведено з обігу 24-й номер, під яким грав Макаров.

### НХЛ
Наприкінці 1980-х Макаров вирішив спробувати свої сили у НХЛ. В 1989 Макаров дебютував у складі «Калгарі», який на той момент був чинним володарем Кубка Стенлі. У дебютному сезоні Макаров закинув 24 шайби та зробив 62 результативні передачі, отримавши за підсумками сезону приз, що вручається найкращому новачкові сезону в лізі — «Колдер Трофі». Він став першим із росіян, які отримали цей приз. Після завоювання призу 31-річним Макаровим НХЛ знизила віковий ценз для володарів трофея до 26 років. 25 лютого 1990 року Макаров набрав 7 очок (2+5) у грі проти «Едмонтон Ойлерз». Це залишається рекордом для радянських та російських хокеїстів в історії НХЛ за очками за одну гру. Усього у складі «Калгарі» Макаров провів чотири сезони.
1993 року Макаров став гравцем «Сан-Хосе». У першому сезоні Макаров закинув 30 шайб та зробив 38 передач. Усього за «Сан-Хосе» він провів два сезони.
В 1996 Макаров зіграв чотири матчі за «Даллас».
У 1997 році, під час виступів за швейцарський «Фрібур-Готтерон», грав в одній трійці з Биковим та Хомутовим.

### Після закінчення кар'єри
У 2001 Макаров був введений в Зал слави Міжнародної федерації хокею. Він також є одним із шести членів символічної збірної століття IIHF.
З 2012 по 2015 рік обіймав посаду генерального директора Нічної хокейної ліги. Входить до складу Ради легенд Нічної ліги.
27 червня 2016 року було оголошено про включення Сергія Макарова до Зали хокейної слави в Торонто. Церемонія включення відбулася 14 листопада 2016 року.
Не любить спілкуватися із ЗМІ, рідко з'являється на заходах.

## Особисте життя
У Калгарі Сергій Макаров розлучився зі своєю першою дружиною Вірою (син Арті) і пізніше одружився з Мері,  яка працювала в «Сан-Хосе Шаркс» у відділі продажу квитків. В них народилося двоє дітей, Нік і Катерина.
Макаров знову розлучений і живе в Росії. Його колишня дружина і діти, як і раніше, живуть у Каліфорнії.
Макаров, як і раніше, працює як сертифікований агент гравців, здійснюючи взаємодію з молодими росіянами, які бажають грати в Північній Америці.

## Досягнення
- Чемпіон Олімпійських ігор 1984 і 1988
- Володар срібних медалей Олімпійських ігор 1980
- Чемпіон світу  1978, 1979, 1981, 1982, 1983, 1986, 1989 і 1990
- Чемпіон СРСР 1977, 1978, 1979, 1980, 1981, 1982, 1983, 1984, 1985, 1986, 1987, 1988, 1989
- Володар Кубка СРСР, 1979 і 1988
- Володар Кубка Виклику 1979
- Володар Кубка Канади 1981
- Колдер Меморіал Трофі (найкращий новачок сезону НХЛ), 1990
- У 2001 році введений в Зал слави ІІХФ
- Увійшов до символічної збірної століття «Centennial All-Star Team» Міжнародної федерації хокею з шайбою
- Номер 24, під яким грав Сергій Макаров, вилучено з обігу в ЦСКА (29.10.2008)

## Нагороди
- два Ордени Трудового Червоного Прапора (1984, 1988)
- Орден «Дружби народів» (1981)
- Медаль «За трудову доблесть» (1978)

## Статистика виступів за клубні команди
Скорочення: І = Ігри, Г = Голи, П = Результативні передачі, О = Набрані очки, Штр = Штрафний час у хвилинах
| 1976-77       | «Трактор»         | Вища ліга     | 11  | 1   | 0   | 1    | 4   |    |    |    |    |    |
| 1977-78       | «Трактор»         | Вища ліга     | 36  | 18  | 13  | 31   | 10  |    |    |    |    |    |
| 1978-79       | ЦСКА              | Вища ліга     | 44  | 18  | 21  | 39   | 12  |    |    |    |    |    |
| 1979-80       | ЦСКА              | Вища ліга     | 43  | 29  | 39  | 68   | 16  |    |    |    |    |    |
| 1980-81       | ЦСКА              | Вища ліга     | 49  | 42  | 37  | 79   | 22  |    |    |    |    |    |
| 1981-82       | ЦСКА              | Вища ліга     | 46  | 32  | 43  | 75   | 18  |    |    |    |    |    |
| 1982-83       | ЦСКА              | Вища ліга     | 30  | 25  | 17  | 42   | 6   |    |    |    |    |    |
| 1983-84       | ЦСКА              | Вища ліга     | 44  | 36  | 37  | 73   | 28  |    |    |    |    |    |
| 1984-85       | ЦСКА              | Вища ліга     | 40  | 26  | 39  | 65   | 28  |    |    |    |    |    |
| 1985-86       | ЦСКА              | Вища ліга     | 40  | 30  | 32  | 62   | 28  |    |    |    |    |    |
| 1986-87       | ЦСКА              | Вища ліга     | 40  | 21  | 32  | 53   | 26  |    |    |    |    |    |
| 1987-88       | ЦСКА              | Вища ліга     | 51  | 23  | 45  | 68   | 50  |    |    |    |    |    |
| 1988-89       | ЦСКА              | Вища ліга     | 44  | 21  | 33  | 54   | 42  |    |    |    |    |    |
| Всього в СРСР | Всього в СРСР     | Всього в СРСР | 519 | 322 | 388 | 710  | 290 |    |    |    |    |    |
| 1989-90       | «Калгарі Флеймс»  | НХЛ           | 80  | 24  | 62  | 86   | 55  | 6  | 0  | 6  | 6  | 0  |
| 1990-91       | «Калгарі Флеймс»  | НХЛ           | 78  | 30  | 49  | 79   | 44  | 3  | 1  | 0  | 1  | 0  |
| 1991-92       | «Калгарі Флеймс»  | НХЛ           | 68  | 22  | 48  | 70   | 60  | -- | -- | -- | -- | -- |
| 1992-93       | «Калгарі Флеймс»  | НХЛ           | 71  | 18  | 39  | 57   | 40  | -- | -- | -- | -- | -- |
| 1993-94       | «Сан-Хосе Шаркс»  | НХЛ           | 80  | 30  | 38  | 68   | 78  | 14 | 8  | 2  | 10 | 4  |
| 1994-95       | «Сан-Хосе Шаркс»  | НХЛ           | 43  | 10  | 14  | 24   | 40  | 11 | 3  | 3  | 6  | 4  |
| 1996-97       | «Даллас Старс»    | НХЛ           | 4   | 0   | 0   | 0    | 0   | -- | -- | -- | -- | -- |
| Всього в НХЛ  | Всього в НХЛ      | Всього в НХЛ  | 424 | 134 | 250 | 384  | 317 | 34 | 12 | 11 | 23 | 8  |
| 1996-97       | «Фрібур-Готтерон» | НЛА           | 5   | 3   | 2   | 5    | 2   |    |    |    |    |    |
| Всього        | Всього            | Всього        | 948 | 459 | 640 | 1099 | 609 | 34 | 12 | 11 | 23 | 8  |